# Prunus Girl
Prunus Girl (プラナス・ガール?), es un manga del género comedia romántica escrito e ilustrado por Tomoki Matsumoto. El manga completo se compone de 6 volúmenes, fue serializado en la revista Gangan Joker de la editorial Square Enix.
Al ver los resultados de admisión a su nueva escuela, Maki Makito, un chico inteligente y popular muy bueno en deportes, se encuentra a una nueva compañera que compartirá clase con él, la hermosa Aikawa Kizuna, quien en realidad es un chico.

## Argumento
La vida escolar de Maki, un chico popular, bueno tanto en deportes y la escuela, cambia al encontrarse durante la publicación de los resultados de admisión a una linda chica; Maki se encuentra con esta misteriosa y guapa mujer quien está en la misma clase que él. Durante el primer día es cuando se da cuenta de que la nueva chica es en realidad un hombre, a pesar de llevar el uniforme de las chicas y tener una actitud y apariencia bastante femenina. La vida escolar de Maki cambia radicalmente, ya que Aikawa siempre le molesta, viviendo aventuras bastante cómicas, e incluso intenta coquetear con él; en la escuela son vistos como pareja pese a no admitirlo; tanto Maki como Aikawa son populares en la escuela, siendo el chico afeminado pretendido tanto por hombres como mujeres. No es hasta avanzada la historia, donde ambos empiezan a desarrollar sentimientos uno del otro, Aiwaka teme tener una relación formal y Maki se da cuenta de que sin importar el género pueden ser felices.

## Personajes
Kizuna Aikawa (藍川 絆 Kizuna Aikawa?)
Es el protagonista de la historia junto con Maki. A pesar de su apariencia femenina y vestir uniforme de chica de la Escuela Midorinoka, declara ser hombre. Es bueno en los deportes pero es mal estudiante, le gustan los dulces. De actitud bastante femenina, en la escuela suele insistir en su género, ocasionando que los compañeros de clase se sorprendan; suele ser tratado como chica y es popular tanto con hombres y mujeres. Siempre molesta a Maki y están juntos en la escuela, son vistos por los demás como pareja. A pesar de insistir en que no puede haber nada entre él y Maki, termina aceptando sus verdaderos sentimientos.
Makito Maki (槙 まきと Makito Maki?)
El protagonista de la historia, Maki es un joven estudioso y bueno en deportes. Muy popular con las chicas, desde que conoce a Aikawa su vida ha sido tormentosa, pues el joven le sigue a todas partes molestándolo. Poco a poco desarrolla sentimientos hacia Aikawa.
Shion Hanazaka (花坂 紫苑 Shion Hanazaka?)
Una estudiante transferida, aparece hasta el capítulo 8.
Asami Asakura (朝倉 しずや Asami Asakura?)
Una compañera de clase de Maki, tiene sentimientos hacia él.
Kana Wakakusa (若草 佳奈 Kana Wakakusa?)
Compañera de clase de Maki desde la primaria, exnovia de Hanazaka Shion. Se transfiere a la Escuela Midorigaoka para buscar a Shion de nuevo.
Chris Naitou (内藤 クリス Chris Naitou?)
Es el presidente del Consejo Estudiantil.

## Manga
El manga inició su serialización en la revista Gangan Joker de la editorial Square Enix, un total de 6 volúmenes fueron publicados, iniciando el 22 de abril de 2006 hasta su finalización el 22 de mayo de 2013. Fue escrito e ilustrado por el mangaka Tomoki Matsumoto.

### Volúmenes
| 1               | «Volumen 1» | 22 de abril de 2009      | ISBN 978-4-7575-2656-3 |
| Capítulos 1-4   |             |                          |                        |
| 2               | «Volumen 2» | 20 de marzo de 2010      | ISBN 978-4-7575-2825-3 |
| Capítulos 5-10  |             |                          |                        |
| 3               | «Volumen 3» | 22 de noviembre de 2010  | ISBN 978-4-7575-3069-0 |
| Capítulos 11-17 |             |                          |                        |
| 4               | «Volumen 4» | 22 de septiembre de 2011 | ISBN 978-4-7575-3338-7 |
| Capítulos 18-24 |             |                          |                        |
| 5               | «Volumen 5» | 22 de mayo de 2012       | ISBN 978-4-7575-3603-6 |
| Capítulos 25-32 |             |                          |                        |
| 6               | «Volumen 6» | 22 de mayo de 2013       | ISBN 978-4-7575-4013-2 |
| Capítulos 33-41 |             |                          |                        |

## Recepción
El manga Prunus Girl vendió en la semana del 22 al 28 de agosto del 2011 una cantidad de 26,692 unidades. La revista Gangan Joker incluyó este manga en las primeras versiones de su lanzamiento por la editorial de Square Enix.